# Victoria Draves
Victoria Manalo Draves, coneguda també com a Vicki Draves, (San Francisco, Estats Units 1924 - Palm Springs 2010) fou una saltadora estatunidenca, guanyadora de dues medalles olímpiques.

## Biografia
Va néixer el 31 de desembre de 1924 a la ciutat de San Francisco, població situada a l'estat de Califòrnia, filla de pare filipí i mare anglesa establerts a San Francisco. Es casà amb Lyle Draves l'any 1946, del qual n'adoptà el cognom.
Va morir l'11 d'abril de 2010 a la ciutat de Palm Springs, també situada a l'estat de Califòrnia.

## Carrera esportiva
Va participar, als 23 anys, en els Jocs Olímpics d'Estiu de 1948 celebrats a Londres (Regne Unit), on va aconseguir guanyar la medalla d'or en les proves de trampolí 3 metres i plataforma 10 metres, consolidant el poder hegemònic nord-americà en aquest esport i esdevenint la primera saltadora a aconseguir sengles medalles d'or en uns Jocs Olímpics.